# Lu Zhi (Dinastia Han)
|  | Aquest article tracta sobre el polític de la Dinastia Han. Si cerqueu altres persones anomenades igual, vegeu «Lu Zhi». |

En aquest nom xinès, el cognom és Lu.

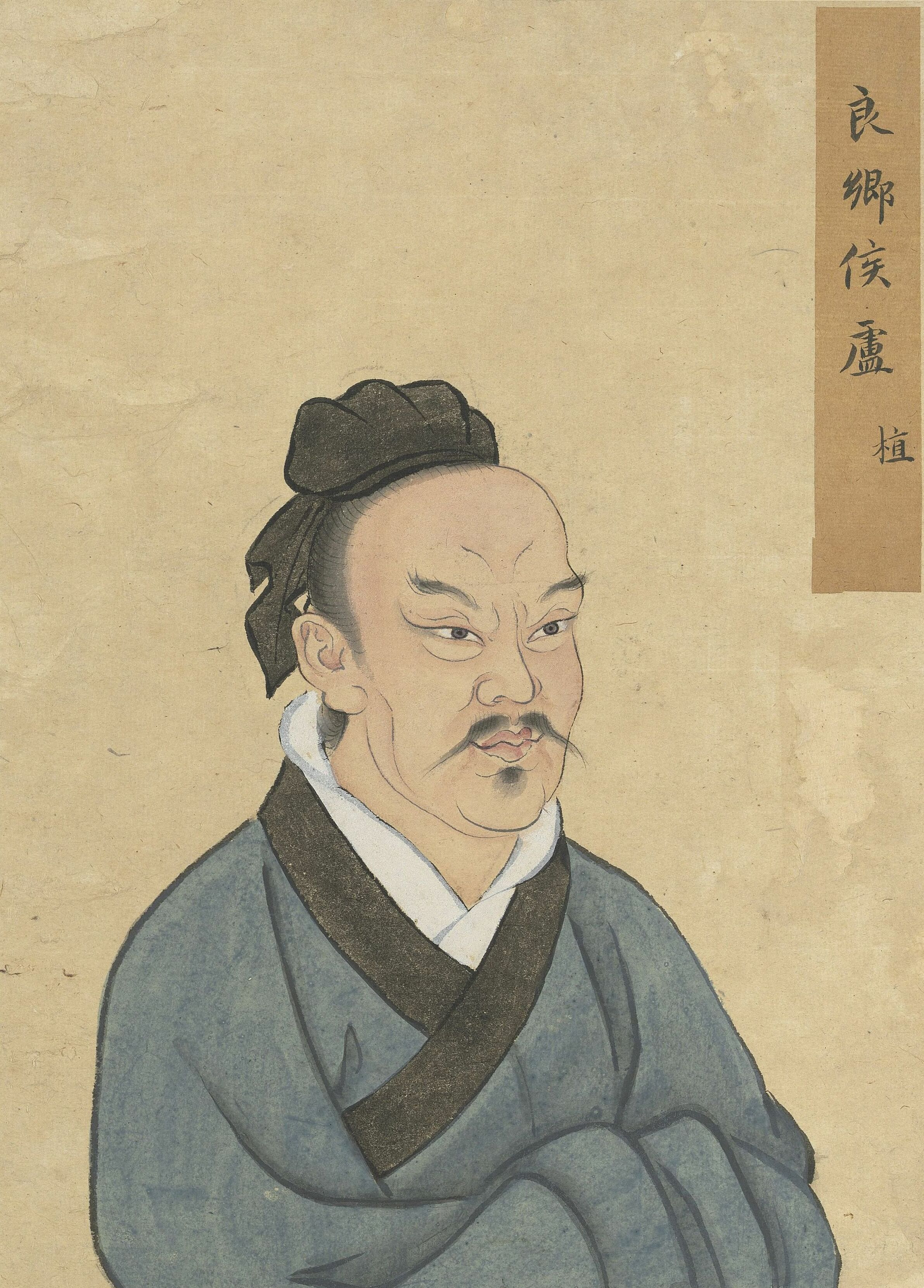
Pintura de Lu Zhi.

Lu Zhi (159-192), nom de cortesia Zigan (子幹), va ser un funcionari del govern i erudit durant la dinastia Han oriental. Segons els Registres dels Tres Regnes, va ser el mentor de Liu Bei i Gongsun Zan, i va ser descrit com un home alt (aproximadament 1,89 metres) amb una veu sonora.
Lu Zhi va néixer a la comandància de Zhuo (涿郡, Zhuōjùn; actual Zhuozhou, província de Hebei) l'any 159. Va estudiar amb Ma Rong i Zheng Xuan va ser un dels seus companys de classe.
Va ser un dels erudits més preeminents de l'època, conegut pel seu estudi de textos sobre rituals xinesos i la seva ajuda en la recopilació de la història de la dinastia Han oriental (t 東 觀 漢 記, s 东 观 汉 记, Dōngguān Hànjì). Entre els seus estudiants hi havia Gao You, més tard un erudit comentarista dels clàssics xinesos; Liu Bei, més tard l'emperador de Shu durant els Tres Regnes; el seu parent Liu Deran; i Gongsun Zan, més tard un senyor de la guerra regional. Mentre estava al servei del govern de Han, Lu Zhi va dirigir les forces imperials per atacar els rebels del turbant groc el 184, però va ser apartat del comandament després que l'eunuc Zuo Feng (左 豐) fes falses acusacions contra ell. Lu Zhi va servir després com a mestre d'escriptura i va advertir contra el sobtat allunyament de Dong Zhuo de l'emperador Shao.
El fill de Lu Zhi, Lu Yu, va servir més tard a l'estat de Cao Wei durant el període dels Tres Regnes.